# هرتا برلين
نادي هيرتا برلين الرياضي (بالألمانية: Hertha Berliner Sport-Club von 1892 e.V.) هو نادي كرة قدم من العاصمة الألمانية برلين. تأسس في 25 يوليو 1892. يلعب في الدوري الألماني الدرجة الأولى بعد تصدره دوري الدرجة الثانية في 2013.
أُسس نادي هيرتا برلين في 25 يوليو 1892، وكان أحد الأعضاء المؤسسين لاتحاد الكرة الألماني عام 1900 في مدينة لايبزيغ. حصل الفريق على لقب دوري الدرجة الأولى الألماني مرتين على التوالي في 1930 و1931 قبل مسماه الحالي «بوندسليغا». منذ 1963 أصبح أولمبيا شتاديون الملعب الأساسي للنادي. الفريق معروف أيضا باسم Die Alte Dame باللغة الألمانية والتي تترجم بمعنى «السيدة العجوز».
هيرتا برلين كان النادي الوحيد الممثل لبرلين الغربية الخاضعة لسيطرة ألمانيا الغربية السابقة، لذا لم يلعب أبداً في دوري ألمانيا الشرقية على عكس أندية برلين الشرقية الأخرى.

## لقب السيدة العجوز

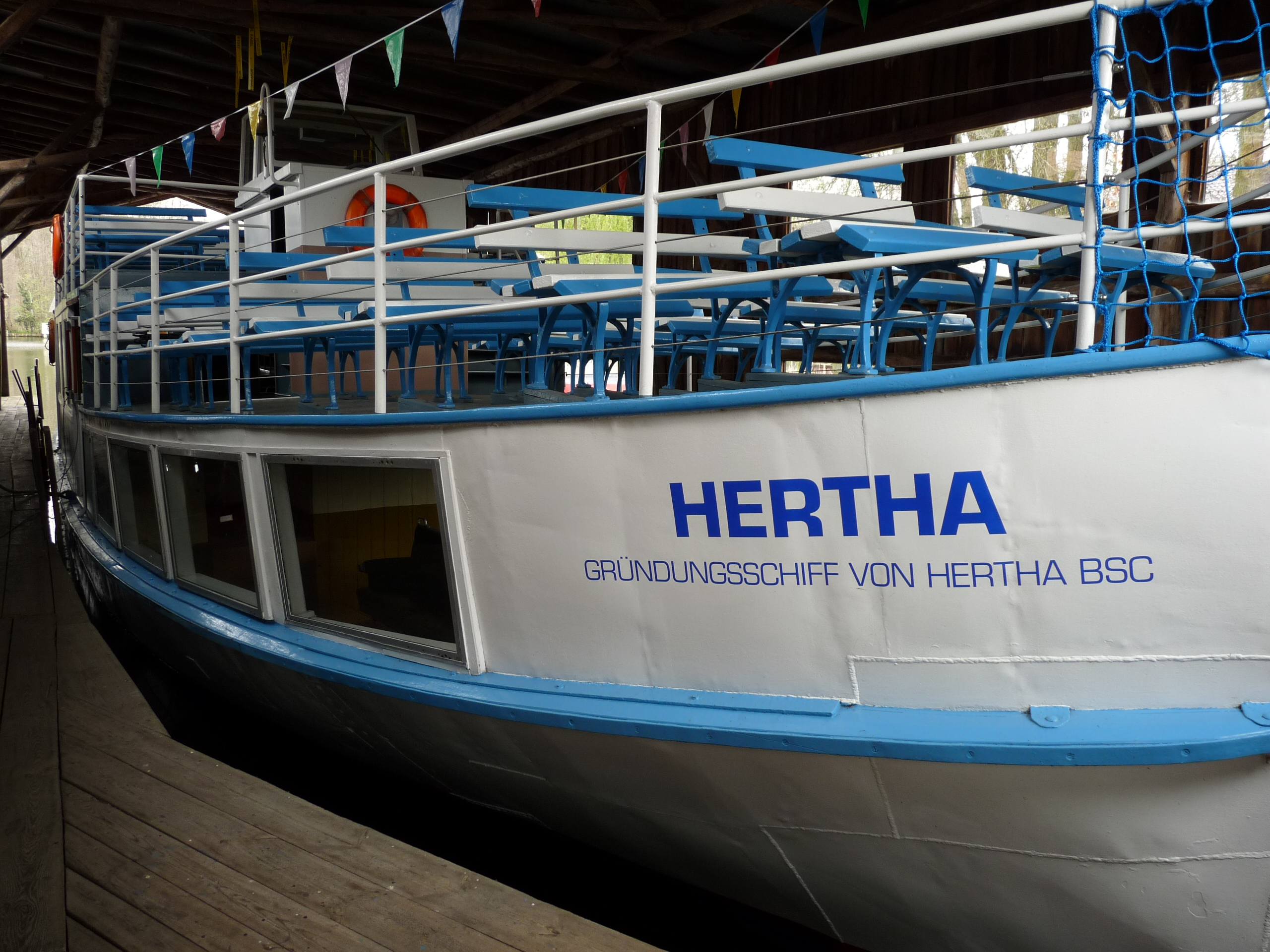
القارب الذي يحمل اسم "هيرتا" والتي تمت تسمية النادي عليه

يُعرف نادي هيرتا برلين بلقب «السيدة العجوز» (بالألمانية: Die alte Dame) وذلك يعود إلى القارب «هيرتا» الخاص بالنادي أيام التأسيس، حيث أن هيرتا في الأصل هو اسم لامرأة، لذلك اُعتبر لقباً للنادي. يُذكر أن نادي يوفنتوس الإيطالي يحمل أيضاً لقب «السيدة العجوز».

## تشكيلة الفريق

### تشكيلة الحالية
آخر تحديث في 3 أكتوبر 2016.

ملاحظة: تشير الأعلام إلى المنتخب الوطني على النحو المحدد في قواعد الأهلية للفيفا. قد يحمل اللاعبون أكثر من جنسية واحدة غير تابعة للفيفا.
| الرقم | البلد          | المركز | اللاعب                     |
| ----- | -------------- | ------ | -------------------------- |
| 1     | ألمانيا        | حارس   | توماس كرافت                |
| 2     | سلوفاكيا       | مدافع  | بيتر بيكاريك (نائب القائد) |
| 3     | النرويج        | وسط    | بير سيليان شيلبريد         |
| 5     | ألمانيا        | مدافع  | نيكلاس شتارك               |
| 6     | جمهورية التشيك | وسط    | فلاديمير داريدا            |
| 7     | ألمانيا        | وسط    | ألكسندر إسفين              |
| 8     | ساحل العاج     | مهاجم  | سالومون كالو               |
| 9     | ألمانيا        | وسط    | ألكسندر باوميوهان          |
| 10    | سلوفاكيا       | وسط    | أوندري دودا                |
| 11    | تونس           | مهاجم  | سامي العلاقي               |
| 13    | ألمانيا        | وسط    | ينس هيجلر                  |
| 14    | سويسرا         | وسط    | فالنتين شتوكر              |
| 15    | ألمانيا        | مدافع  | سيباستيان لانكامب          |

| الرقم | البلد            | المركز | اللاعب                       |
| ----- | ---------------- | ------ | ---------------------------- |
| 16    | ألمانيا          | مهاجم  | جوليان شيبر                  |
| 18    | ألمانيا          | وسط    | سينان كورت                   |
| 19    | البوسنة والهرسك  | مهاجم  | وداد إيبيشيفيتش              |
| 20    | البرازيل         | وسط    | آلان (إعارة من نادي ليفربول) |
| 21    | ألمانيا          | مدافع  | مارفين بلاتنهارت             |
| 22    | النرويج          | حارس   | روني يارستين                 |
| 23    | ألمانيا          | مدافع  | ميتشل فايزر                  |
| 24    | اليابان          | وسط    | جينكي هاراغوتشي              |
| 25    | الولايات المتحدة | مدافع  | جون بروكس                    |
| 28    | سويسرا           | مدافع  | فابيان لوستينبيرغر           |
| 29    | ألمانيا          | حارس   | نيلس كوربر                   |
| 31    | ألمانيا          | وسط    | فلوريان كوهلس                |
| 34    | ألمانيا          | مدافع  | ماكسيميليان ميتلشتيت         |

### اللاعبون المعارون
ملاحظة: تشير الأعلام إلى المنتخب الوطني على النحو المحدد في قواعد الأهلية للفيفا. قد يحمل اللاعبون أكثر من جنسية واحدة غير تابعة للفيفا.
| الرقم | البلد   | المركز | اللاعب                                 |
| ----- | ------- | ------ | -------------------------------------- |
|       | ألمانيا | حارس   | ماريوس غيرسبيك (إلى نادي أسنابروك)     |
|       | ألمانيا | حارس   | نيلس كوربر (إلى نادي بروسيا مونستر)    |
|       | اليابان | وسط    | غينكي هاراغوتشي (إلى فورتونا دوسلدورف) |

تنتهي الإعارة في 30 يونيو 2018

### تشكيلة القرن
بمناسبة عيد ميلاد النادي ال111 ، انتخب مشجعي النادي «لاعبي القرن».
| المركز | اللاعب              | الفترة          |
| ------ | ------------------- | --------------- |
| حارس   | غابور كيرالي        | 1997-04         |
| مدافع  | آرنه فريدريش        | 2002-10         |
| مدافع  | لودويغ مولر         | 1972-75         |
| مدافع  | أوفه كليمان         | 1974-80         |
| مدافع  | يولفور سفيريسون     | 1995-03         |
| وسط    | شيتل ريكدال         | 1997-00         |
| وسط    | هان سوبيك           | 1924-45         |
| وسط    | إريتش بير           | 1971-79         |
| وسط    | مارسيلينيو          | 2001-06         |
| مهاجم  | أكسل كروزه          | 1989-91 1996-98 |
| مهاجم  | مايكل بيرتز         | 1996-03         |
| احتياط |                     |                 |
| حارس   | نوربيرت نيغبور      | 1976-79         |
| مدافع  | هانز فاينر          | 1972–79 1982–86 |
| مدافع  | أوتو ريهاغل         | 1962–66         |
| وسط    | لورينز هور          | 1969–77         |
| مهاجم  | كارل-هاينز غرانيتزا | 1976–79         |

## المدربون

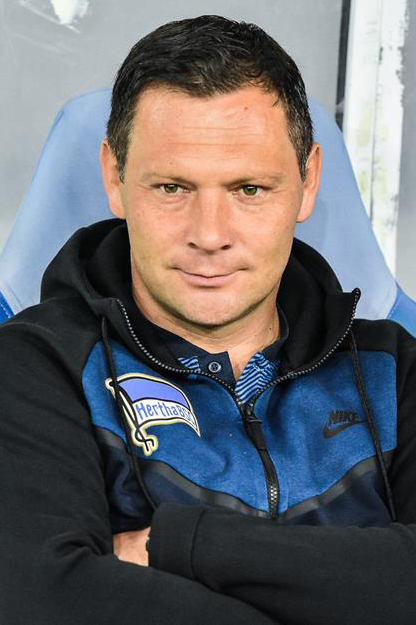
بال دارداي مدرب الفريق منذ العام 2015

### طاقم التدريب الحالي
| الاسم        | الوظيفة      |
| ------------ | ------------ |
| بال دارداي   | المدير الفني |
| راينر ودماير | مساعد المدرب |
| زولت بيتري   | مدرب الحرّاس  |
| هيندريك فييث | مدرب اللياقة |
| هينريك كاشنو | مدرب اللياقة |

## الشعار

شعار النادي من 1995 إلى 2012
شعار النادي منذ 2012 وحتى الآن

## الإنجازات

### الدوري
- الدوري الألماني:
  - البطل (2): 1930، 1931
  - الوصيف (5): 1926، 1927، 1928، 1929، 1975
- بوندسليغا 2:
  - البطل (3): 1990، 2011، 2013
  - الوصيف (1): 1982

### الكأس
- كأس الدوري الألماني:
  - البطل (2): 2001، 2002
  - الوصيف (1): 2000
- كأس ألمانيا:
  - الوصيف (3): 1977، 1979، 1993

### قاريا
- كأس إنترتوتو:
  - أبطال المجموعات (5): 1971، 1973، 1976، 1978، 2006
- الدوري الأوروبي:
  - نصف النهائي: 1978–79

## كرة القدم النسائية
افتقدت هيرتا تشجيع كرة القدم النسائية،  وأصبح هيرتا واحدا من عدد متناقص لنوادي كرة القدم الألمانية الرئيسية التي تركت خارج كرة القدم النسائية. وقد تم اتخاذ عدة خطوات لتطوير كرة القدم النسائية، لكن معظمها انتهى به المطاف بشكل غير حاسم. وجاء التغيير في عام 2009، عندما أعلن النادي أنه سيتم إطلاق تعاون في كرة القدم النسائية مع نادي لوبارس، وهو ناد لكرة القدم من برلين حي رينيكيندورف مع عقود من التاريخ في كرة القدم النسائية.

من جانب، كانت الشراكة تعني أن هيرتا برلين كان سيزود لوبارس بأشكال مختلفة من الدعم، بما في ذلك الدعم المالي،  الخبرة في مجال التراخيص وحيازة الرعاة، وتعليمات المعدات والتدريب - استثمار ما يقرب من مليون يورو في المشروع.  ومن الناحية الأخرى، كانت الشراكة تعني أن لوبارس ستنافس بألوان نادي هيرتا. على المدى الطويل، يخطط النادي للاندماج مع نادي لوبارس. يتنافس الفريق حاليا في دوري الدرجة الثانية لكرة القدم للسيدات.

## وصلات خارجية
- الموقع الرسمي للنادي
- صفحة النادي في موقع كورة